# Aleatorizzazione
L'aleatorizzazione, a volte definita randomizzazione, è una procedura per l'assegnazione casuale. È spesso associato agli studi clinici in cui i pazienti sono casualmente associati a gruppi di trattamento o di controllo.
Essa significa assegnare in modo casuale (aleatorio) i partecipanti in un processo a due o più gruppi di trattamento o controllo.
L'aleatorizzazione è un modo per evitare distorsioni da selezione; il suo scopo è quello di consentire il confronto tra i gruppi di distribuzione nel trattamento. Il suo principale vantaggio è che permette di mascherare ai pazienti l'assegnazione del trattamento prima dello studio clinico, in modo da nascondere l'ordine o il tipo di trattamento a cui sono assegnati. L'assegnazione casuale semplice non sempre produce gli effetti sperati, in particolare quando le dimensioni della popolazione in esame sono piccole, pertanto a volte è necessario modificare tali assegnazioni.